# Ярослав Гейровський
Ярослав Гейровський (чеськ. Jaroslav Heyrovský; 20 грудня 1890, Прага — 27 березня 1967, Прага) — чеський хімік, лауреат Нобелівської премії з хімії.

## Біографія
У 1918 закінчив Празький університет. Учень Б. Браунера. У 1910—1913 навчався в Лондонському університетському коледжі і в 1913—1914 працював там же під керівництвом Ф. Доннана.
З 1922 екстраординарний, з 1926 ординарний професор фізичної хімії Празького університету. З 1922 завідував інститутом фізичної хімії Празького університету. 1926 року працював у Сорбонні (Париж). З 1950 директор Державного полярографічного інституту в Празі, який 1964 року названо його ім'ям. Іноземний член АН СРСР (1966) та деяких інших академій.
У 1922 Гейровський, досліджуючи процес електролізу на ртутному крапельному електроді, встановив залежність між потенціалами відновлення й окиснення речовин та їх природою, а також величиною дифузійного струму і концентрацією речовини в електроліті, що стало основою для полярографії.
У 1925 разом із своїм учнем M. Шикатою сконструював полярограф, який дозволяв автоматично записувати криві полярізації в координатах напруги та сили струму. Гейровській всебічно розробив полярографічний метод, теорію і техніку полярографічних досліджень, за що отримав Нобелівську премію з хімії (1959).